# كيفن إليسون (لاعب كرة قدم أمريكية)
كيفن إليسون (بالإنجليزية: Kevin Ellison)‏ هو لاعب كرة قدم أمريكية أمريكي، ولد في 8 يناير 1987، وتوفي في 6 أكتوبر 2018.

## وصلات خارجية
- كيفن إليسون على موقع مرجع كرة القدم المحترفة.كوم (الإنجليزية)